# Wiwersheim

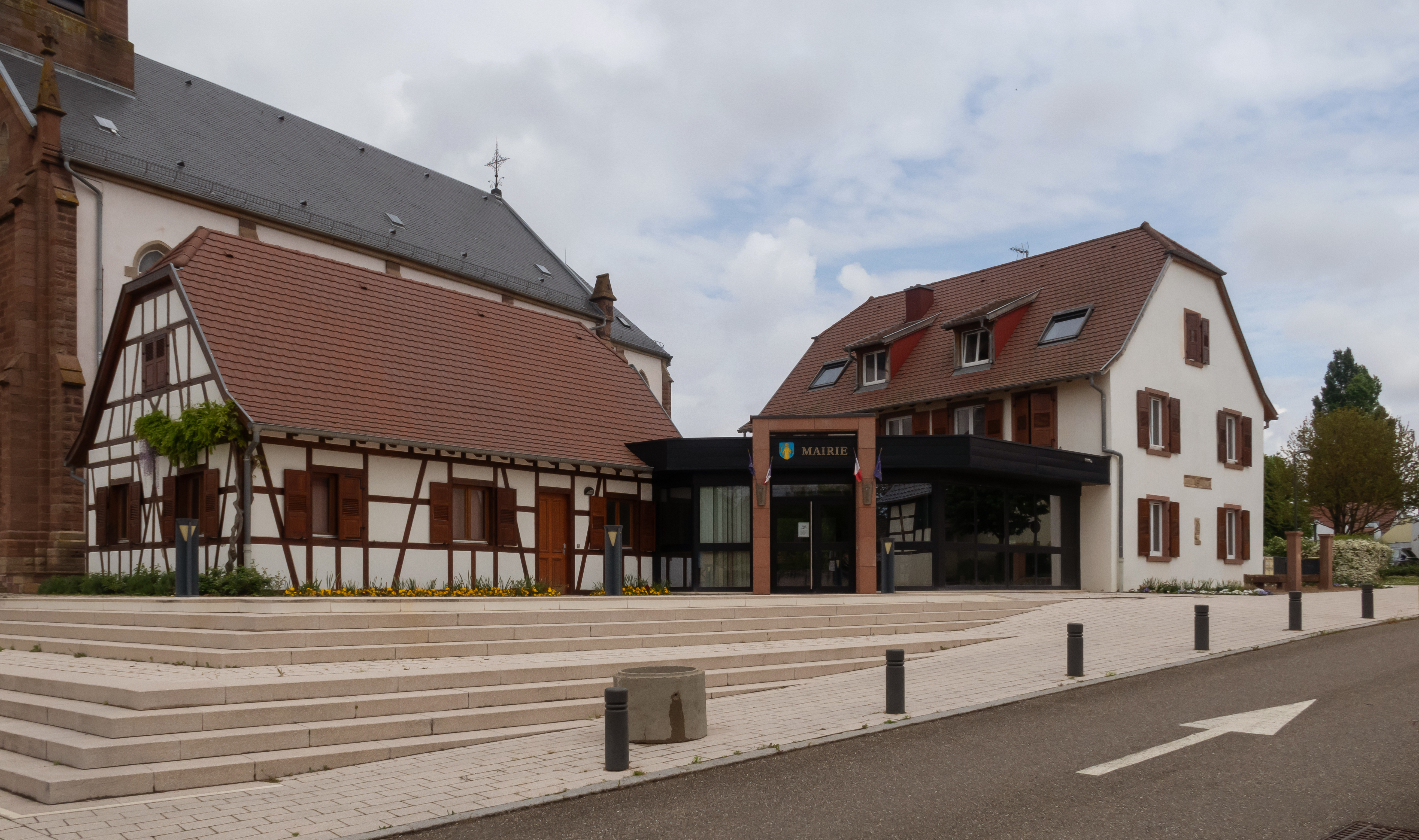
Wiwersheim, la mairie

Wiwersheim (en alsacien Wiwersche) est une commune française située dans la circonscription administrative du Bas-Rhin et, depuis le 1er janvier 2021, dans le territoire de la Collectivité européenne d'Alsace, en région Grand Est.
Cette commune se trouve dans la région historique et culturelle d'Alsace.

## Géographie

### Localisation
Wiwersheim est située dans le Kochersberg, à environ 12 km au nord-ouest de Strasbourg.
Le territoire de la commune est limitrophe de ceux de six communes :
| Schnersheim            |            | Truchtersheim       |
| Dossenheim-Kochersberg | Wiwersheim | Stutzheim-Offenheim |
| Quatzenheim            | Hurtigheim |                     |

### Géologie et relief
Hydrogéologie et climatologie : Système d’information pour la gestion de l’Aquifère rhénan, par le BRGM :
Territoire communal : Occupation du sol (Corinne Land Cover); Cours d'eau (BD Carthage),
Géologie : Carte géologique; Coupes géologiques et techniques,
 Hydrogéologie : Masses d'eau souterraine; BD Lisa; Cartes piézométriques.

### Hydrographie
La commune est dans le bassin versant du Rhin au sein du bassin Rhin-Meuse. Elle est drainée par la Souffel et le ruisseau le Plaetzerbaechel,,.
La Souffel, d'une longueur de 25 km, prend sa source dans la commune de Kuttolsheim et se jette  dans l'Ill à Strasbourg, après avoir traversé 18 communes. 
L’étang de pêche de Wiwersheim est géré par l’association WIWACES / “WIW, La Pêche”, créée en mai 1994. L’étang communal a été créé dans la zone de loisirs et de détente au bas du village.

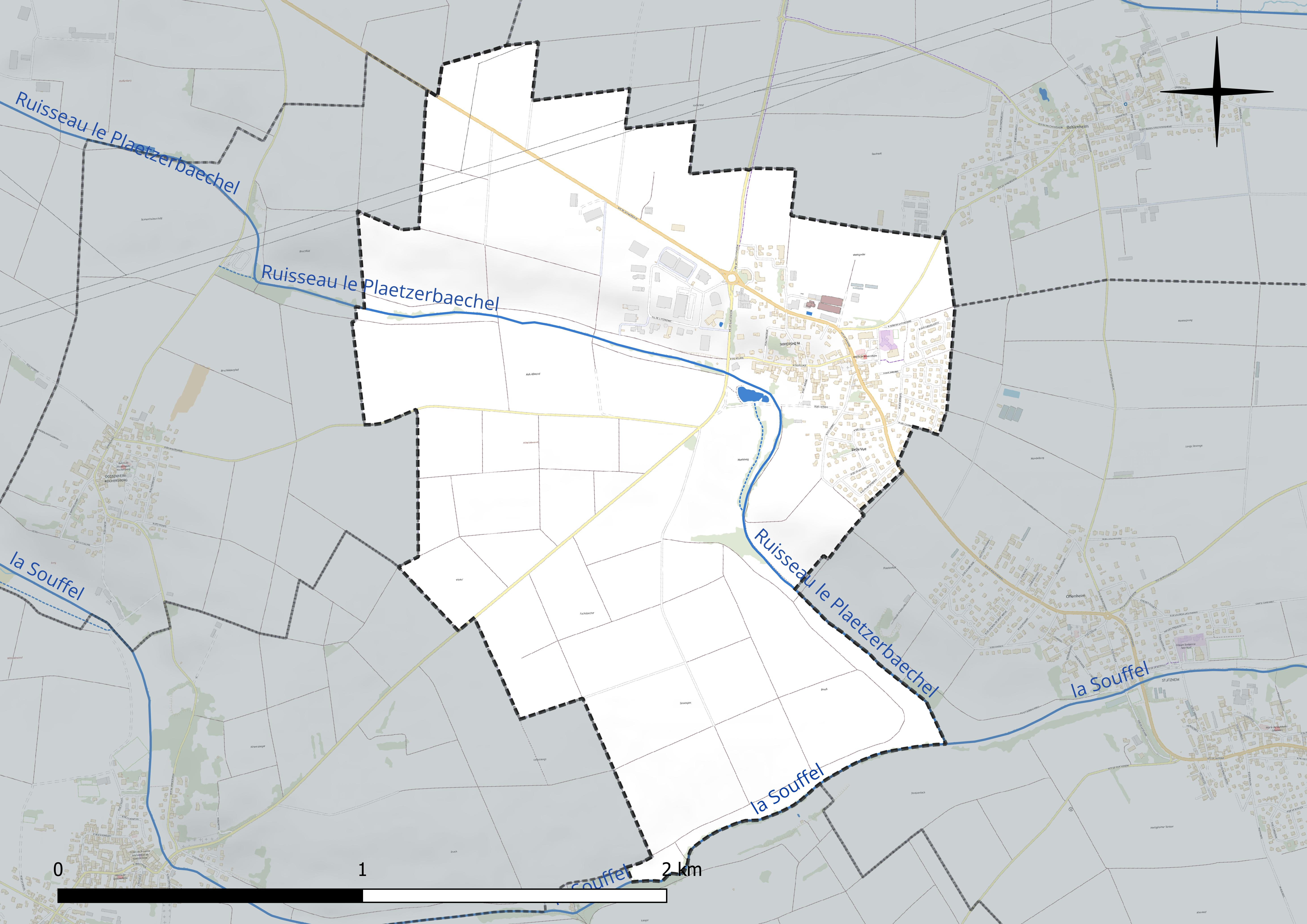
Réseau hydrographique de Wiwersheim.

### Climat
Pour des articles plus généraux, voir Climat du Grand Est et Climat du Bas-Rhin.
En 2010, le climat de la commune est de type climat des marges montargnardes, selon une étude du Centre national de la recherche scientifique s'appuyant sur une série de données couvrant la période 1971-2000. En 2020, Météo-France publie une typologie des climats de la France métropolitaine dans laquelle la commune est exposée à un climat semi-continental et est dans une zone de transition entre les régions climatiques « Vosges » et « Alsace ». 
Pour la période 1971-2000, la température annuelle moyenne est de 10,4 °C, avec une amplitude thermique annuelle de 17,6 °C. Le cumul annuel moyen de précipitations est de 645 mm, avec 7,7 jours de précipitations en janvier et 10,4 jours en juillet. Pour la période 1991-2020, la température moyenne annuelle observée sur la station météorologique de Météo-France la plus proche, « Strasbourg-Entzheim », sur la commune d'Entzheim à 12 km à vol d'oiseau, est de 11,4 °C et le cumul annuel moyen de précipitations est de 635,7 mm. 
La température maximale relevée sur cette station est de 38,9 °C, atteinte le 25 juillet 2019 ; la température minimale est de −23,6 °C, atteinte le 23 janvier 1942,,. 
Les paramètres climatiques de la commune ont été estimés pour le milieu du siècle (2041-2070) selon différents scénarios d'émission de gaz à effet de serre à partir des nouvelles projections climatiques de référence DRIAS-2020. Ils sont consultables sur un site dédié publié par Météo-France en novembre 2022.

## Urbanisme

### Typologie
Au 1er janvier 2024, Wiwersheim est catégorisée bourg rural, selon la nouvelle grille communale de densité à sept niveaux définie par l'Insee en 2022.
Elle est située hors unité urbaine. Par ailleurs la commune fait partie de l'aire d'attraction de Strasbourg (partie française), dont elle est une commune de la couronne,. Cette aire, qui regroupe 268 communes, est catégorisée dans les aires de 700 000 habitants ou plus (hors Paris),.

### Occupation des sols
L'occupation des sols de la commune, telle qu'elle ressort de la base de données européenne d’occupation biophysique des sols Corine Land Cover (CLC), est marquée par l'importance des territoires agricoles (86 % en 2018), en diminution par rapport à 1990 (91,8 %). La répartition détaillée en 2018 est la suivante : terres arables (86 %), zones urbanisées (14 %). L'évolution de l’occupation des sols de la commune et de ses infrastructures peut être observée sur les différentes représentations cartographiques du territoire : la carte de Cassini (XVIIIe siècle), la carte d'état-major (1820-1866) et les cartes ou photos aériennes de l'IGN pour la période actuelle (1950 à aujourd'hui).

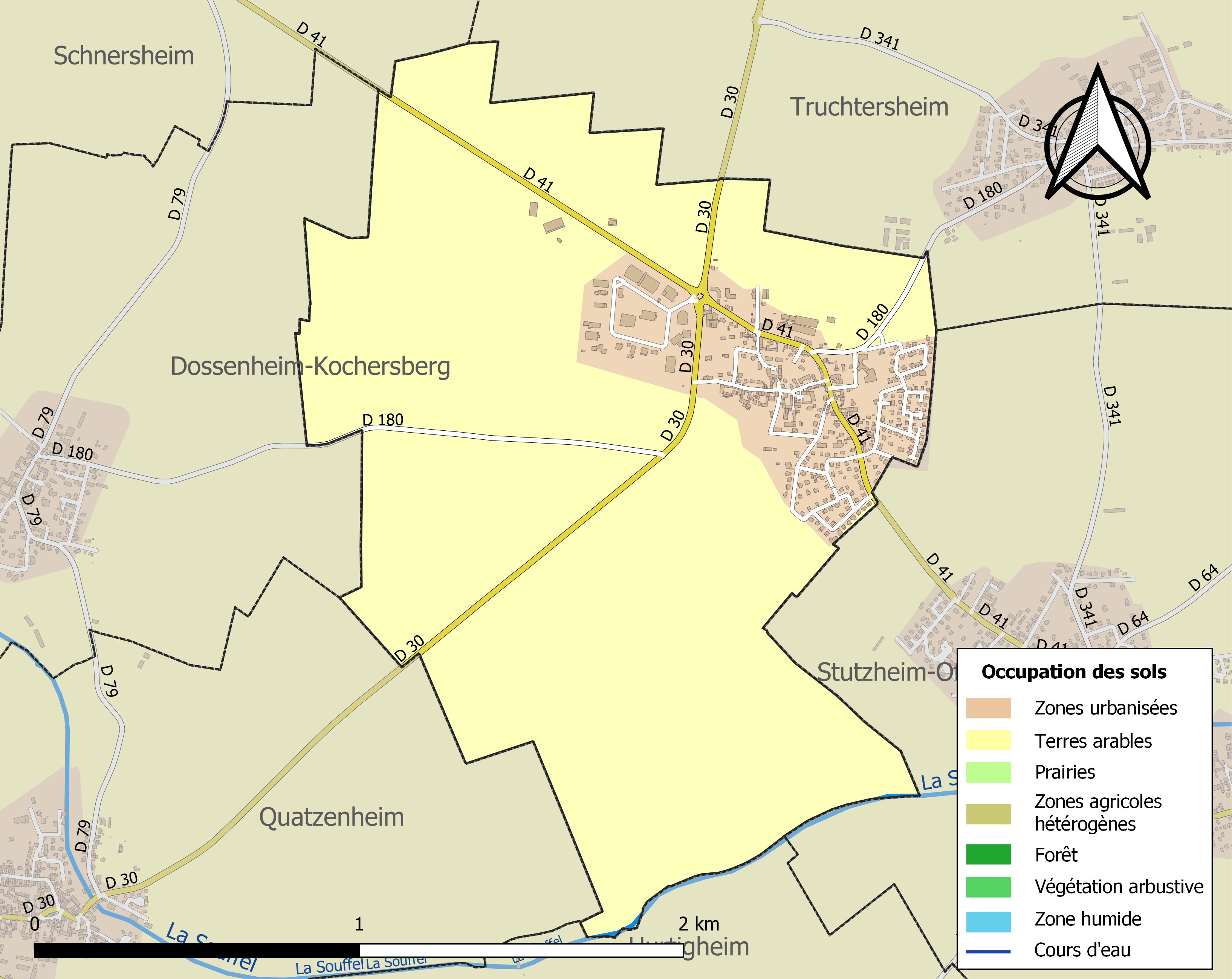
Carte des infrastructures et de l'occupation des sols de la commune en 2018 (CLC).

### Voies de communications et transports

#### Voies routières
- A340 : D421 Brumath - Mommenheim.
- A35, aussi appelée autoroute des cigognes ou l'Alsacienne.
- A350 : A35 Basel, Schiltigheim.
- A351 : N4 (Wasselonne - Saverne) Échangeur Oberhausbergen - Wolfisheim.
- A352 : A35 - A355 (GCO).
- A4, aussi appelée autoroute de l’Est : Échangeurs Hoenheim, Bischheim, Reichstett.

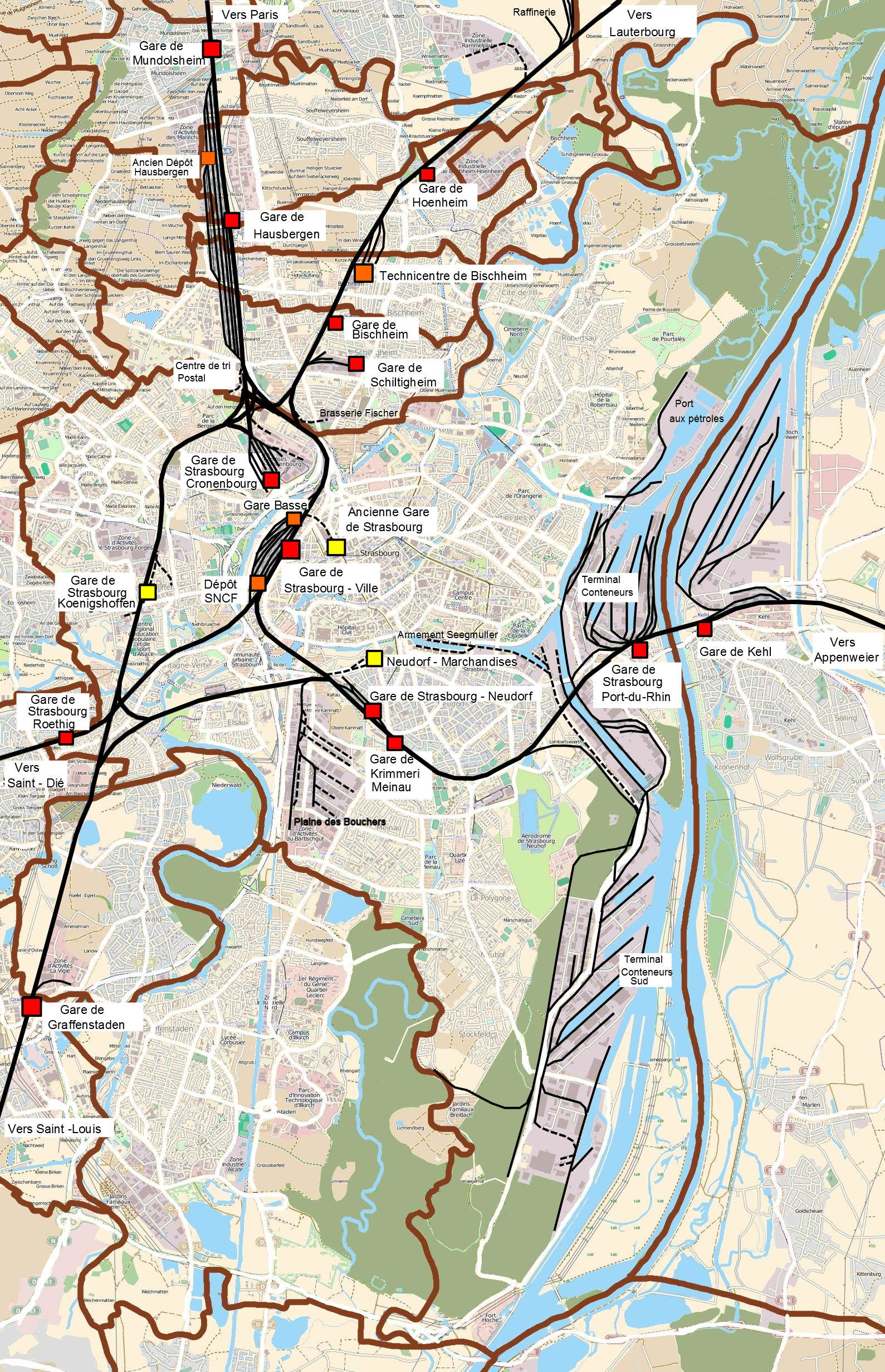
Plan du nœud ferroviaire de Strasbourg.

#### Transports en commun
- Transports en Alsace.
- Fluo Grand Est

#### SNCF
- Gare de Mundolsheim.
- Gare de Vendenheim.
- Gare de Holtzheim.
- Gare de Lingolsheim.
- Gare de Bischheim.

#### Aéroports
- Aéroport de Strasbourg-Entzheim.

##### Ports
- Port de Strasbourg.

### Risques naturels et technologiques
Commune située dans une zone 3 de sismicité modérée.

## Histoire
Des fouilles effectuées en 2005 indiquent que le territoire était occupé depuis le Néolithique moyen jusqu’à l’Antiquité tardive. Un gisement protohistorique du Bronze final IIIb (environ 800 avant notre ère) a également été découvert ainsi qu'un établissement rural gallo-romain daté du IIIe siècle de notre ère,.
Jusqu'à la Révolution de 1789, Wiwersheim qui fait partie de la seigneurie des barons de Wangen à Géroldseck est dirigé par un prévôt ou Schultheiss.
Dans le cadre du Concordat de 1802, Wiwersheim a reçu le statut de paroisse autonome.  
Le 23 novembre 1944, le général Leclerc réunit son état-major dans la mairie du village pour mettre au point les derniers réglages avant l'assaut final qui devait libérer Strasbourg.

## Politique et administration

### Découpage territorial

#### Commune et intercommunalités
Commune membre de la Communauté de communes du Kochersberg.

### Élections municipales et communautaires

#### Liste des maires
| Période                                  | Période                   | Identité                                      | Étiquette | Qualité |
| ---------------------------------------- | ------------------------- | --------------------------------------------- | --------- | ------- |
| Les données manquantes sont à compléter. |                           |                                               |           |         |
| mars 2001                                | En cours (au 31 mai 2020) | Roland Michel, Réélu pour le mandat 2020-2026 |           |         |

### Budget et fiscalité 2021

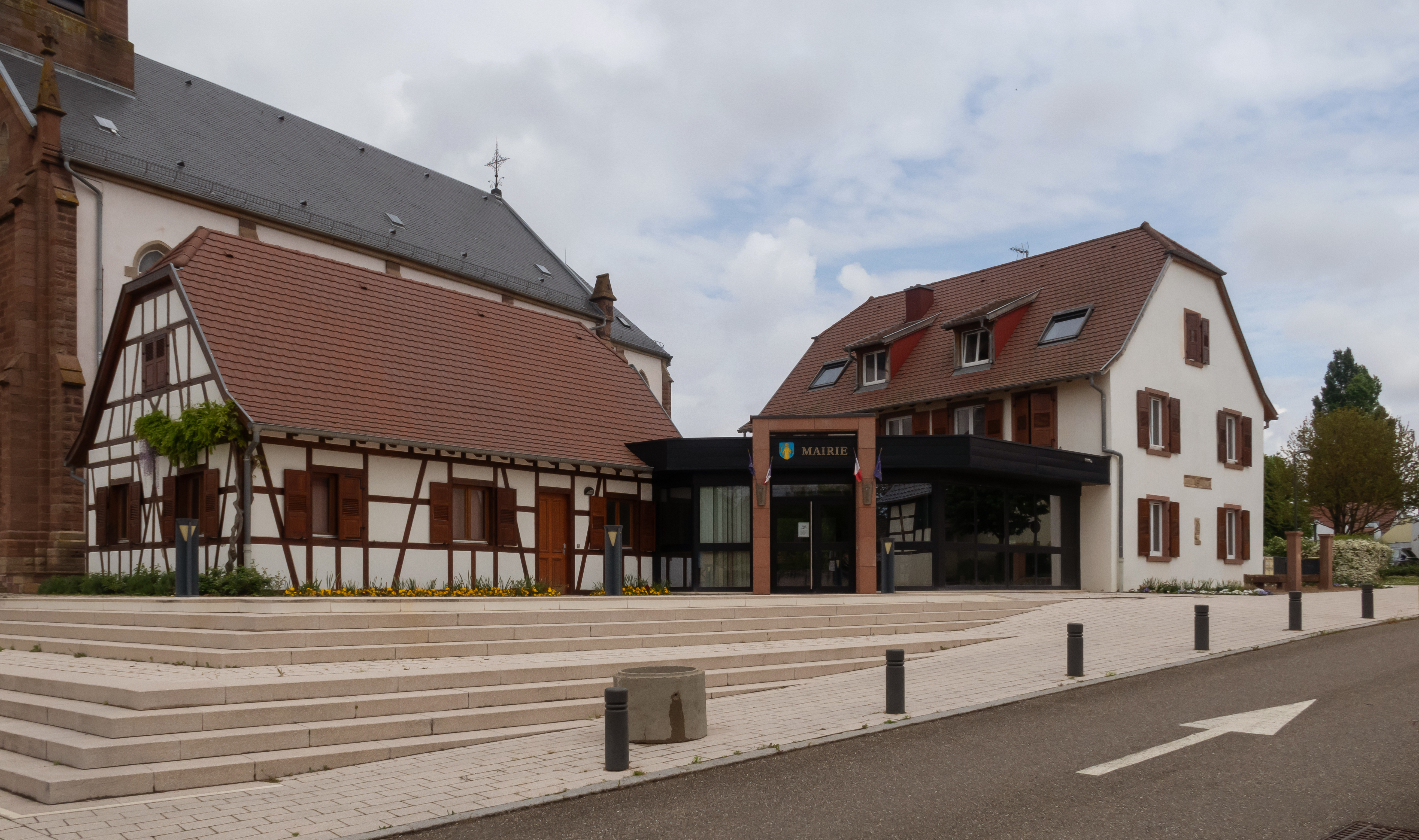
Mairie.

En 2021, le budget de la commune était constitué ainsi :
- total des produits de fonctionnement : 664 000 €, soit 715 € par habitant ;
- total des charges de fonctionnement : 410 000 €, soit 455 € par habitant ;
- total des ressources d'investissement : 838 000 €, soit 931 € par habitant ;
- total des emplois d'investissement : 820 000 €, soit 911 € par habitant ;
- endettement : 1 266 000 €, soit 1 406 € par habitant.

Avec les taux de fiscalité suivants :
- taxe d'habitation : 15,68 % ;
- taxe foncière sur les propriétés bâties : 26,16 % ;
- taxe foncière sur les propriétés non bâties : 47,82 % ;
- taxe additionnelle à la taxe foncière sur les propriétés non bâties : 0,00 % ;
- cotisation foncière des entreprises : 0,00 %.

Chiffres clés Revenus et pauvreté des ménages en 2020 : médiane en 2020 du revenu disponible, par unité de consommation : 29 430 €.

## Équipements et services publics

### Enseignement
Établissements d'enseignements :
- Écoles maternelles et primaires à Wiwersheim, Stutzheim-Offenheim, Hurtigheim, Truchtersheim, Schnersheim, Ittenheim.
- Collèges à Truchtersheim, Pfulgriesheim, Achenheim, Marlenheim, Mundolsheim.
- Lycées à Schiltigheim, Strasbourg.

### Santé
Professionnels et établissements de santé :
- Médecins à Quatzenheim, Ittenheim, Truchtersheim, Handschuheim, Dingsheim.
- Pharmacies à Ittenheim, Truchtersheim, Dingsheim, Achenheim, Oberhausbergen.
- Hôpitaux à Mundolsheim, Lingolsheim, Schiltigheim, Strasbourg.
- Hôpitaux universitaires de Strasbourg.

## Population et société

### Démographie

#### Pyramide des âges
L'évolution du nombre d'habitants est connue à travers les recensements de la population effectués dans la commune depuis 1793. Pour les communes de moins de 10 000 habitants, une enquête de recensement portant sur toute la population est réalisée tous les cinq ans, les populations de référence des années intermédiaires étant quant à elles estimées par interpolation ou extrapolation. Pour la commune, le premier recensement exhaustif entrant dans le cadre du nouveau dispositif a été réalisé en 2008.

En 2022, la commune comptait 897 habitants, en évolution de +2,75 % par rapport à 2016 (Bas-Rhin : +3,17 %, France hors Mayotte : +2,11 %).
| 1793 | 1800 | 1806 | 1821 | 1831 | 1836 | 1841 | 1846 | 1851 |
| ---- | ---- | ---- | ---- | ---- | ---- | ---- | ---- | ---- |
| 194  | 167  | 209  | 235  | 260  | 284  | 281  | 274  | 271  |

| 1856 | 1861 | 1866 | 1871 | 1875 | 1880 | 1885 | 1890 | 1895 |
| ---- | ---- | ---- | ---- | ---- | ---- | ---- | ---- | ---- |
| 256  | 273  | 258  | 262  | 247  | 268  | 241  | 245  | 241  |

| 1900 | 1905 | 1910 | 1921 | 1926 | 1931 | 1936 | 1946 | 1954 |
| ---- | ---- | ---- | ---- | ---- | ---- | ---- | ---- | ---- |
| 250  | 259  | 268  | 236  | 252  | 259  | 247  | 235  | 241  |

| 1962 | 1968 | 1975 | 1982 | 1990 | 1999 | 2006 | 2008 | 2013 |
| ---- | ---- | ---- | ---- | ---- | ---- | ---- | ---- | ---- |
| 219  | 262  | 291  | 345  | 487  | 502  | 692  | 746  | 886  |

| 2018 | 2022 | - | - | - | - | - | - | - |
| ---- | ---- | - | - | - | - | - | - | - |
| 887  | 897  | - | - | - | - | - | - | - |

### Cultes
- Culte catholique, Communauté de Paroisses Portes du Kochersberg[31], Diocèse de Strasbourg.
- Culte protestant, la Paroisse Protestante de Pfulgriesheim couvre la commune de Wiwersheim ainsi que  les communes de Behlenheim, Dingsheim, Griesheim, Stutzheim-Offenheim[32].

## Économie

### Entreprises et commerces

#### Agriculture
- Culture de céréales, de légumineuses et de graines oléagineuses.
- Culture et élevage associés.
- Élevage d'autres bovins et de buffles.

#### Tourisme
- Hébergements et restauration à Stutzheim-Offenheim, Truchtersheim, Hurtigheim, Dossenheim-Kochersberg, Quatzenheim.
- Ancienne station de tram au restaurant "Le Landsbourg". En 1956 le tram disparaît. Le restaurant est sur le circuit Kochersberg Ouest[33].

#### Commerces
- Commerces et services de proximité.

## Culture locale et patrimoine

### Lieux et monuments
- Église Saint-Cyriaque, Notre-Dame-des-Sept-Douleurs. Elle a été reconstruire entre 1887 et 1888[34],[35],[36],[37].

Orgue (grand orgue) 1899, Edmond Alexandre Roethinger, / orgue Yves Koenig, 2002, facteurs d'orgues.
- Presbytère 21 route de Saverne[40]
- Monuments commémoratifs :
  - Monument aux morts[41] : Conflits commémorés : Guerres 1914-1918 - 1939-1945.
  - Cimetière communal[42],[43].
  - Croix de cimetière : Christ en croix, Vierge[44].
  - Croix monumentale[45].
  - Monument funéraire (monument sépulcral), du chanoine Laurent Gurlner, route de Saverne[46].
  - Monument funéraire (monument sépulcral), de Margreta von Wangen[47].
- Relais de poste[48].
- Banc public, dit banc napoléonien[49],[50],[51],[52].
- Lavoir.
- Fermes :
  - Ferme de 1724, 11 rue du Village[53].
  - Ferme de 1767 ; 1838, 25 rue du Village[54].

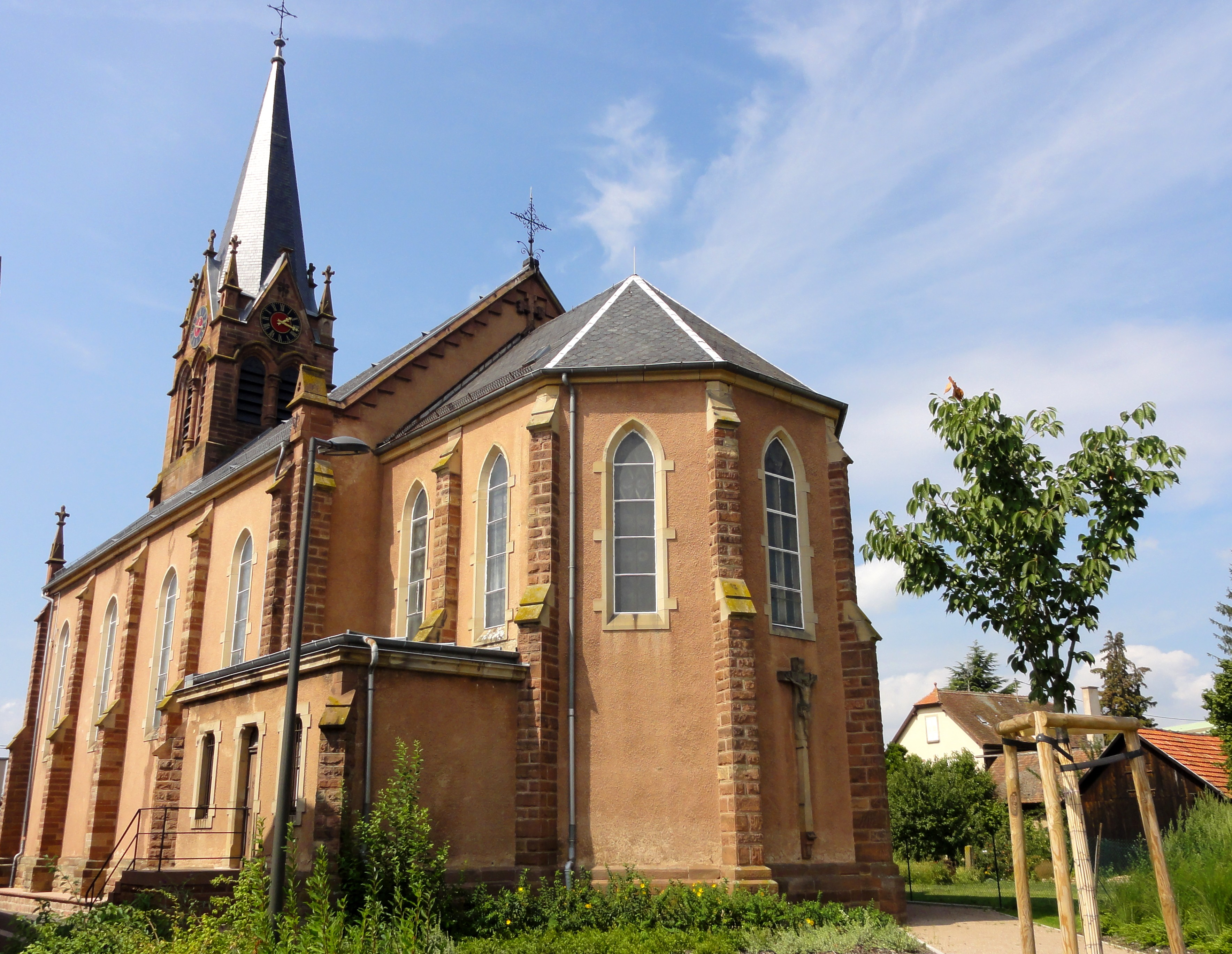
Église Saint-Cyriaque.
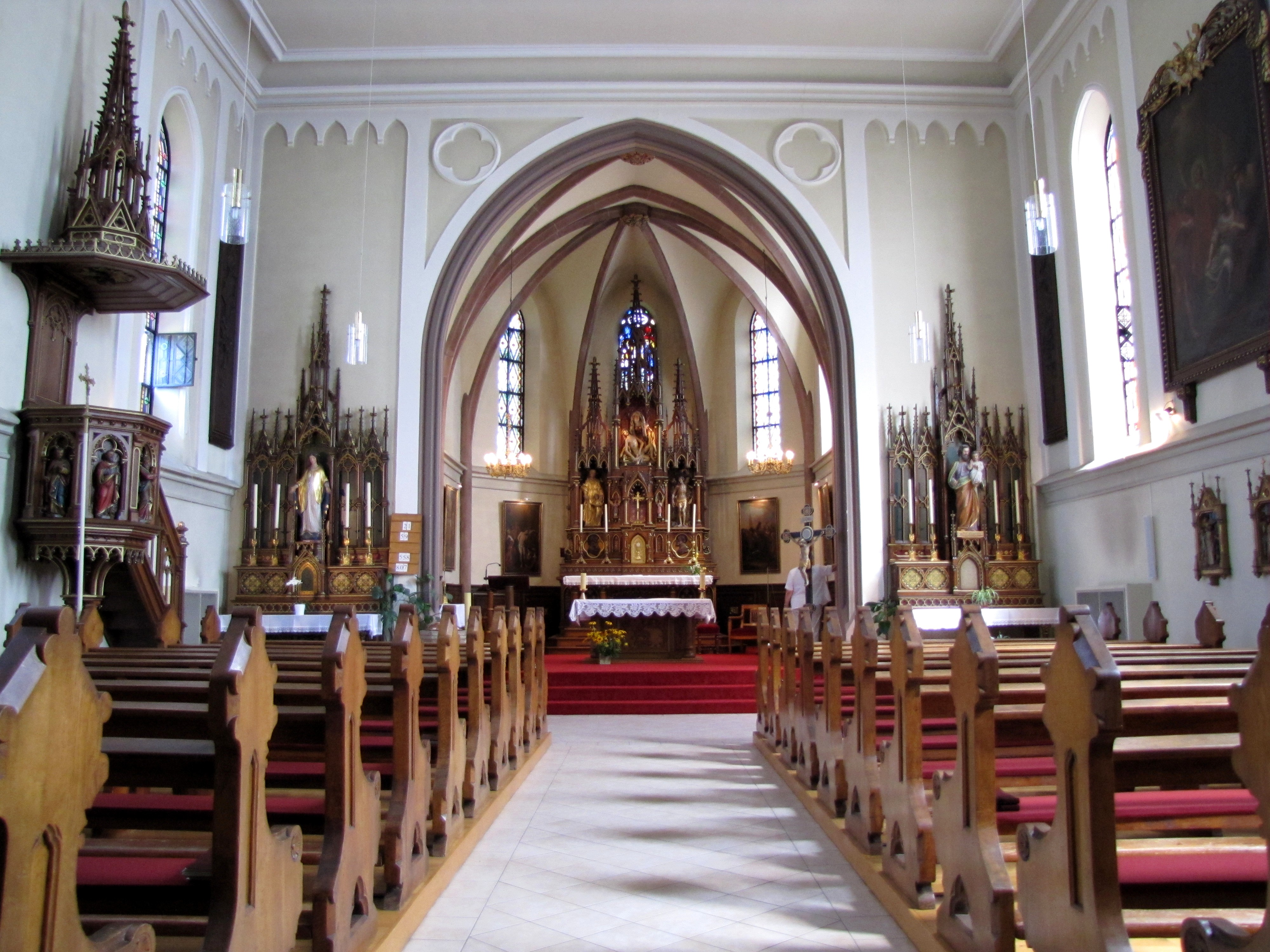
Vue intérieure de la nef vers le chœur.
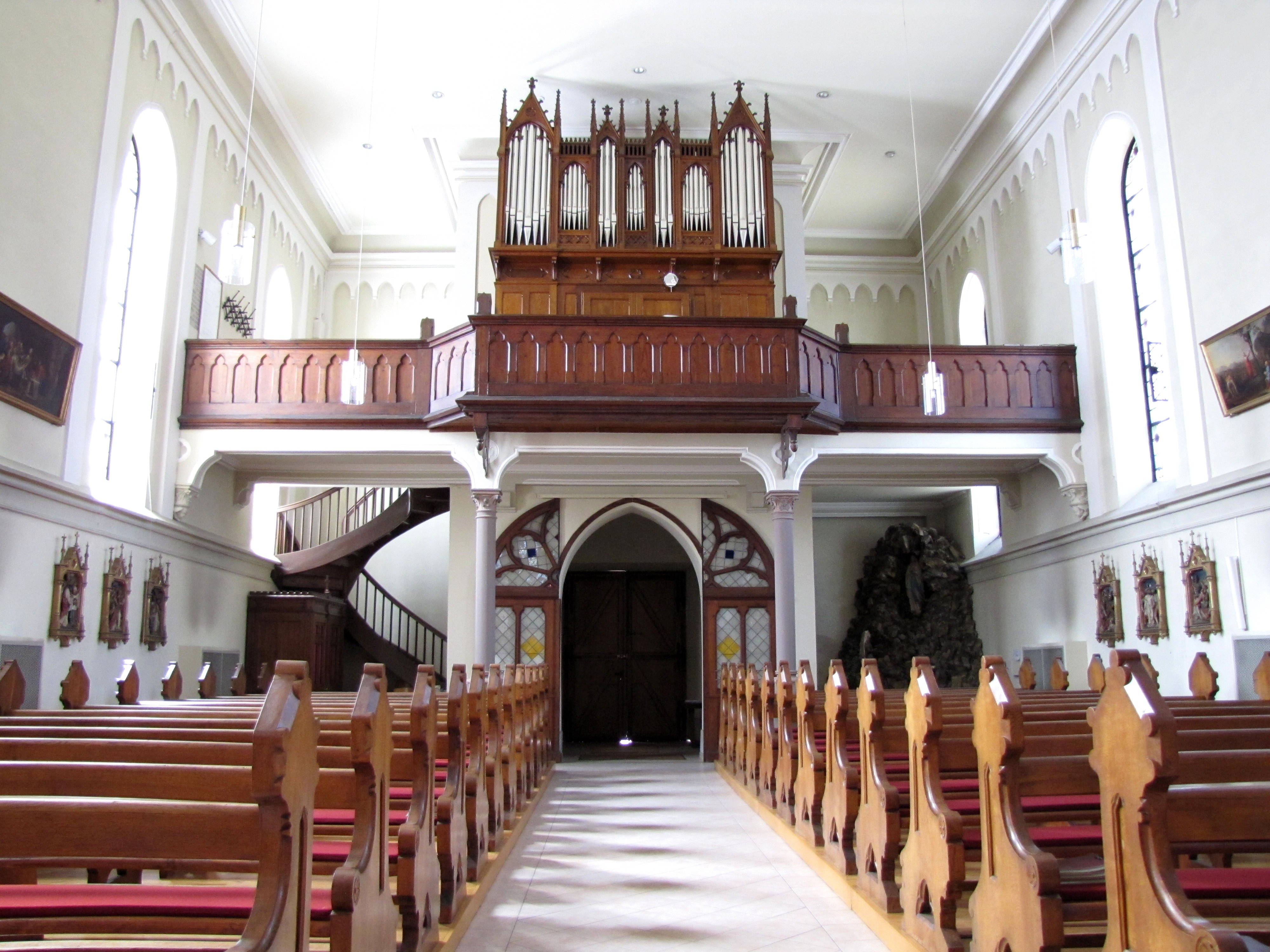
Vue intérieure de la nef vers la tribune d'orgue.
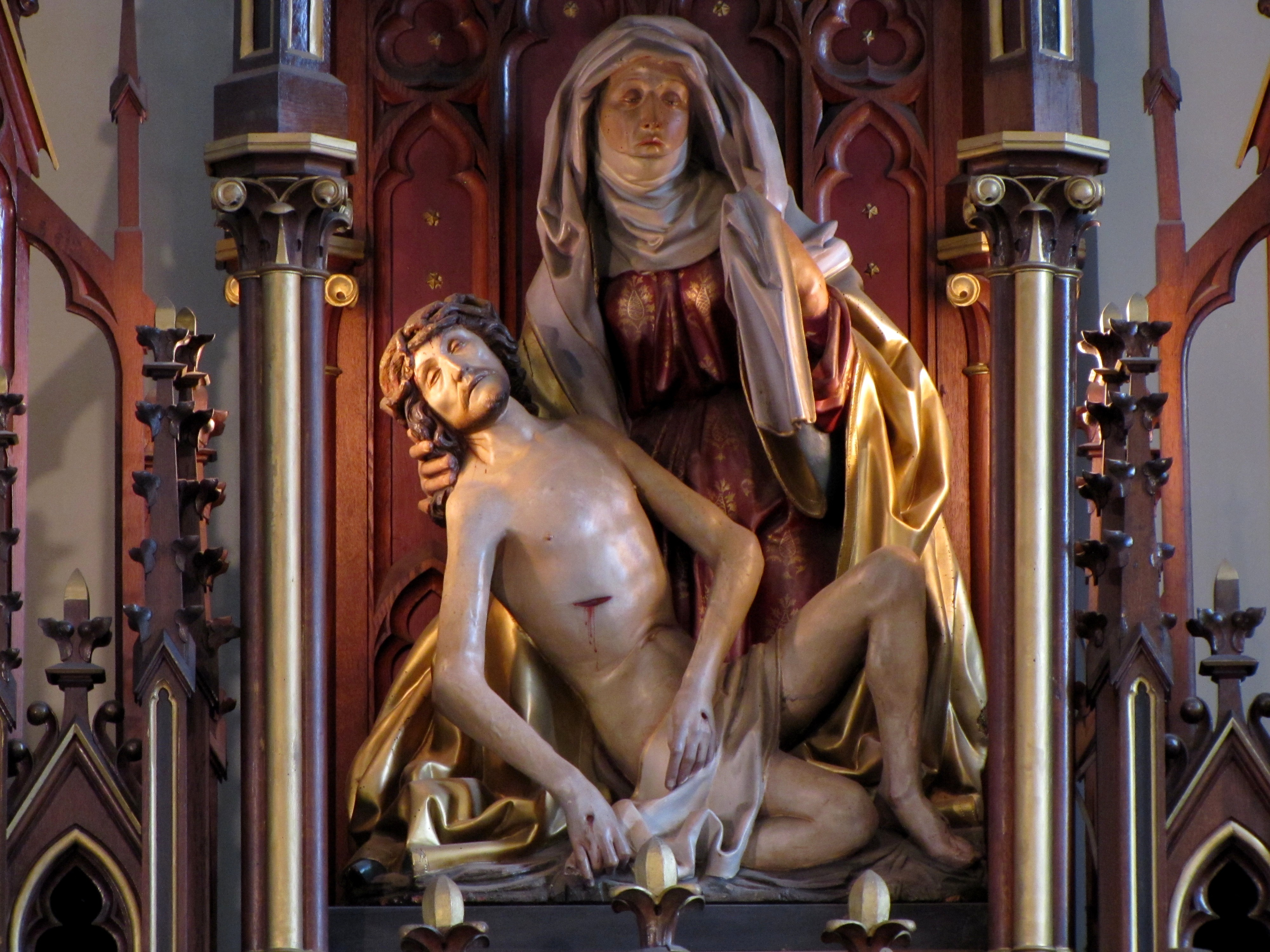
Pietà du XVe siècle.
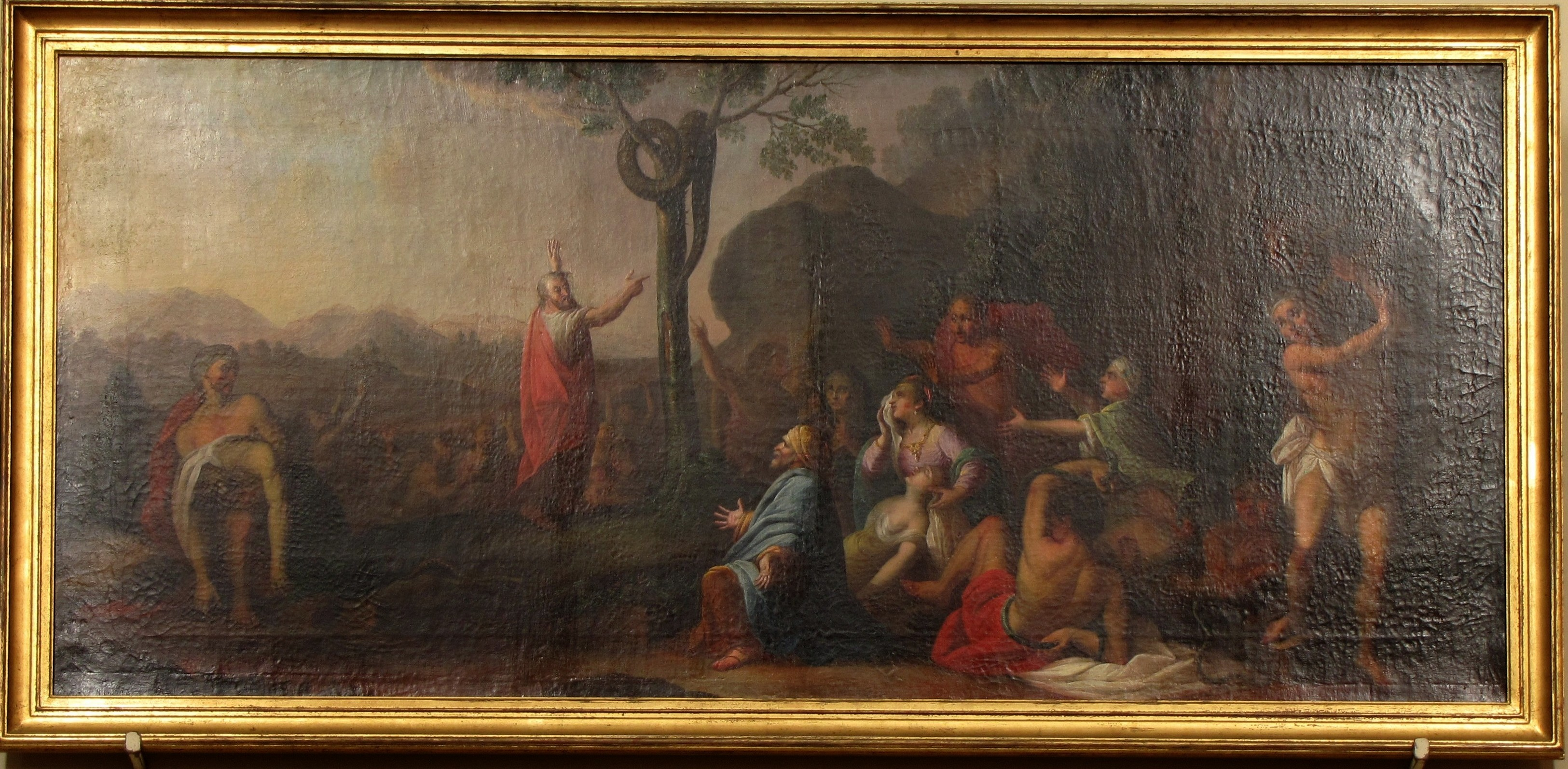
Tableau « Moïse et le serpent d'airain » (XVIIIe).
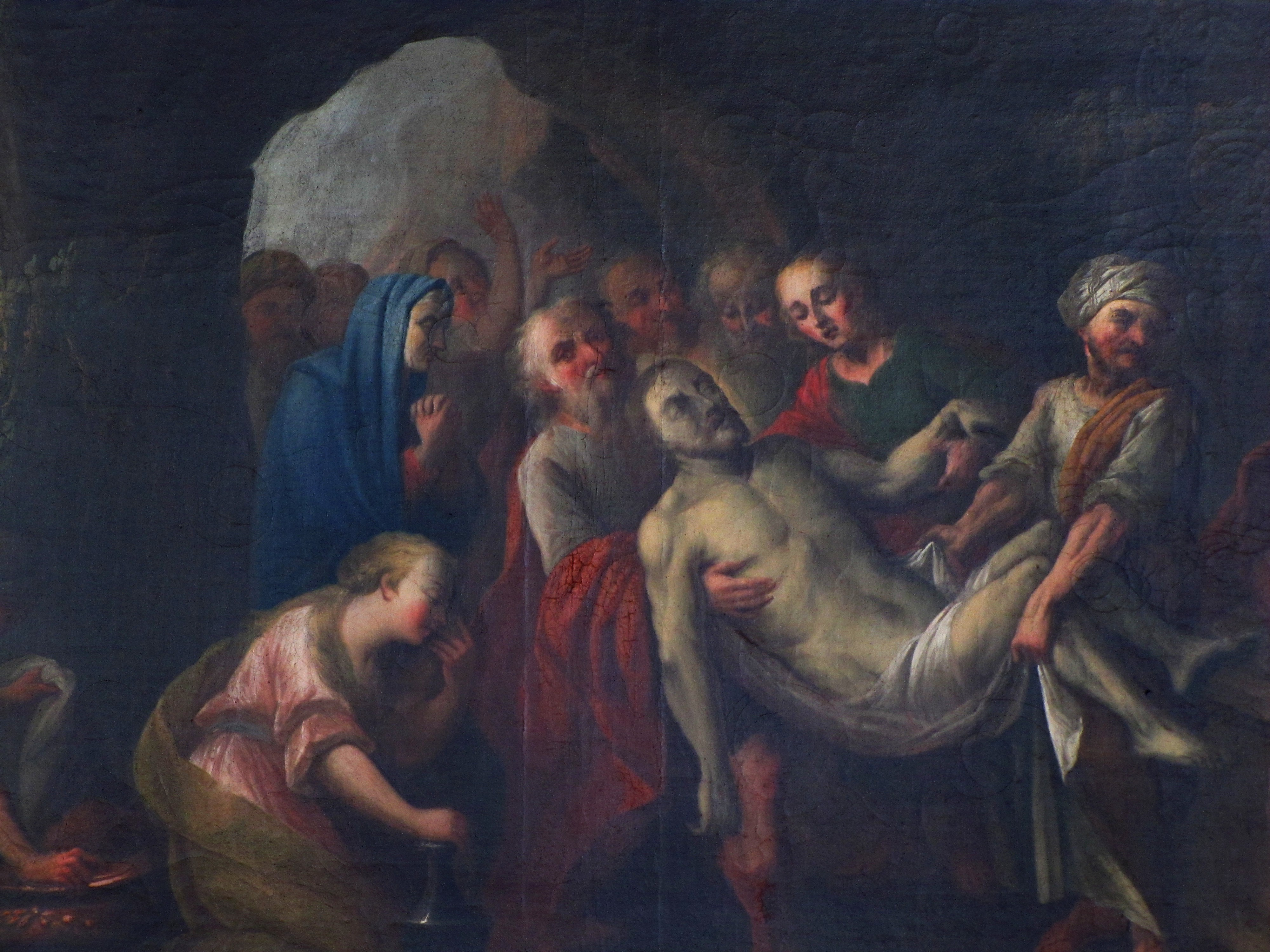
Tableau "Mise au tombeau".
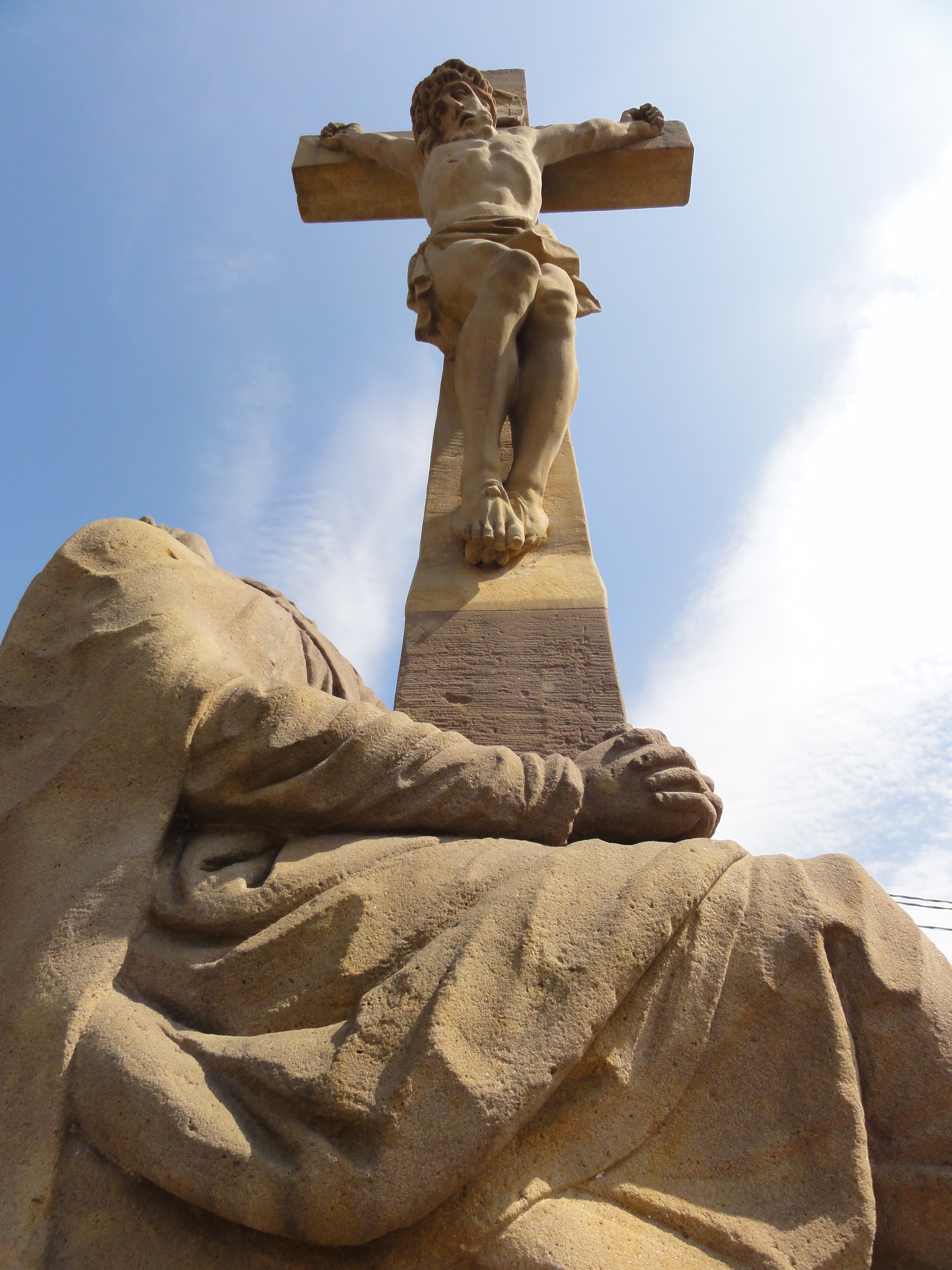
Cimetière, Croix monumentale (1783).

### Héraldique
| Blason de Wiwersheim | Blason  | D'azur à saint Cyriaque auréolé issant de la pointe, tenant de sa dextre une palme et de sa senestre une chaîne, le tout d'or. |
| Blason de Wiwersheim | Détails | Inspiré des armes attribuées par Charles d'Hozier à la fin du XVIIe siècle. Le statut officiel du blason reste à déterminer.   |